# Motion Picture Herald
Motion Picture Herald, créé sous le nom d'Exhibitors Herald en 1915, est un journal commercial de l'industrie cinématographique américaine qui a été publié de 1931 à décembre 1972,,.
Il a été remplacé par le QP Herald, qui n'a duré que jusqu'en mai 1973.

## Histoire

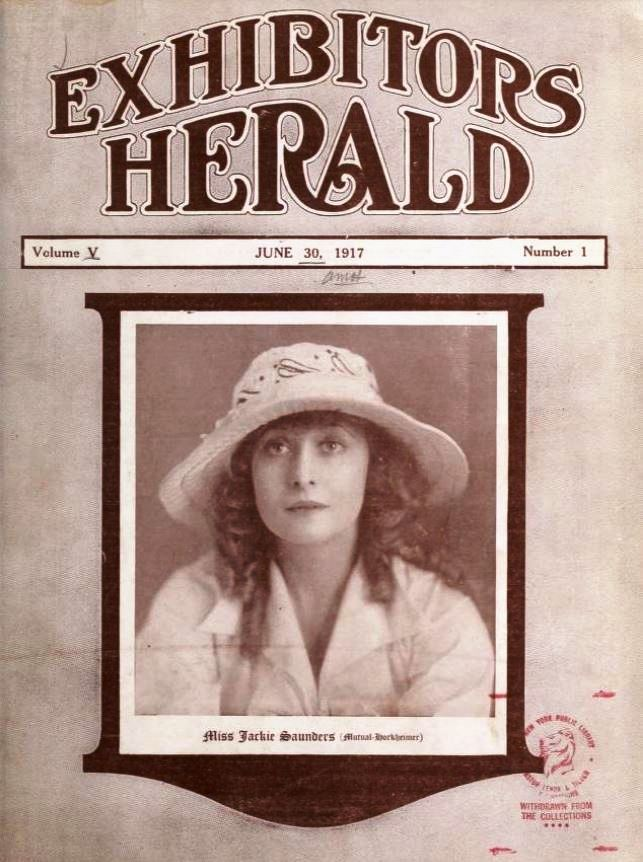
Couverture de lExhibitors Herald de juin 1917 avec l'actrice Jackie Saunders.

Les origines du journal remontent à 1915 lorsqu'une imprimerie de Chicago a lancé Exhibitors Herald, une publication cinématographique en tant que journal commercial régional pour les exposants du Midwest.
L'éditeur Martin Quigley achète le journal et, au cours des deux décennies suivantes, développe l'Exhibitors Herald en un important journal commercial national américain pour l'industrie cinématographique américaine.
En 1917, Quigley acquiert et fusionne dans son magazine une autre publication, Motography. En 1927, il acquiert et fusionne le magazine The Moving Picture World et commence à le publier sous le nom d'Exhibitors Herald and Moving Picture World, dont le titre est ensuite raccourci en Exhibitors Herald World. Exhibitors Herald World and Moving Picture World incorpore également The Film Index, fondé en 1906,.
Après avoir acquis Motion Picture News en 1930, il fusionne ces publications dans le Motion Picture Herald,,.
La Media History Digital Library contient des scans des archives d'Exhibitors Herald (1917 à 1927) ; Exhibitors Herald and Moving Picture World (1928) ; Exhibitors Herald World (1929 à 1930) et Motion Picture Herald (1931-1956) disponibles en ligne.